# Dernberg
Dernberg är en kulle i Österrike.   Den ligger i distriktet Hollabrunn och förbundslandet Niederösterreich, i den nordöstra delen av landet, 50 km norr om huvudstaden Wien. Toppen på Dernberg är 268 meter över havet, eller 29 meter över den omgivande terrängen. Bredden vid basen är 0,94 km.
Terrängen runt Dernberg är huvudsakligen platt, men norrut är den kuperad. Terrängen runt Dernberg sluttar norrut. Närmaste större samhälle är Hollabrunn, 10,2 km sydväst om Dernberg. 
Trakten runt Dernberg består till största delen av jordbruksmark. Runt Dernberg är det ganska tätbefolkat, med 86 invånare per kvadratkilometer.